# Tropizodium peregrinum
Tropizodium peregrinum är en spindelart som beskrevs av Rudy Jocqué och Churchill 2005. Tropizodium peregrinum ingår i släktet Tropizodium och familjen Zodariidae.
Artens utbredningsområde är Northern Territory, Australien. Inga underarter finns listade i Catalogue of Life.